# San Sebastián (Cuzco)
San Sebastián es una localidad peruana capital del distrito homónimo, ubicado en la provincia del Cuzco en el departamento del Cuzco.
Tiene una población de habitantes en el 1993. Está a una altitud de m s. n. m. y situado a unos kilómetros de la ciudad del Cusco.
La zona monumental de San Sebastián fue declarado patrimonio histórico del Perú el 28 de diciembre de 1972 mediante el R.c.N° 2900-72-ED.

## Clima
| Parámetros climáticos promedio de San Sebastián | Parámetros climáticos promedio de San Sebastián | Parámetros climáticos promedio de San Sebastián | Parámetros climáticos promedio de San Sebastián | Parámetros climáticos promedio de San Sebastián | Parámetros climáticos promedio de San Sebastián | Parámetros climáticos promedio de San Sebastián | Parámetros climáticos promedio de San Sebastián | Parámetros climáticos promedio de San Sebastián | Parámetros climáticos promedio de San Sebastián | Parámetros climáticos promedio de San Sebastián | Parámetros climáticos promedio de San Sebastián | Parámetros climáticos promedio de San Sebastián | Parámetros climáticos promedio de San Sebastián |
| Mes                                             | Ene.                                            | Feb.                                            | Mar.                                            | Abr.                                            | May.                                            | Jun.                                            | Jul.                                            | Ago.                                            | Sep.                                            | Oct.                                            | Nov.                                            | Dic.                                            | Anual                                           |
| ----------------------------------------------- | ----------------------------------------------- | ----------------------------------------------- | ----------------------------------------------- | ----------------------------------------------- | ----------------------------------------------- | ----------------------------------------------- | ----------------------------------------------- | ----------------------------------------------- | ----------------------------------------------- | ----------------------------------------------- | ----------------------------------------------- | ----------------------------------------------- | ----------------------------------------------- |
| Fuente: Accuweather                             |                                                 |                                                 |                                                 |                                                 |                                                 |                                                 |                                                 |                                                 |                                                 |                                                 |                                                 |                                                 |                                                 |